# 古罗马贩奴市场
《古罗马贩奴市场》（Vente d'esclaves à Rome）是法国艺术家让-莱昂·热罗姆的一幅油画，创作于1884年。画家以结合古典、浪漫和现实元素而闻名。
画作描绘正在进行的一场古罗马奴隶拍卖。在高台的中心，是一个裸体的女人，右边的奴隶贩子脱光了她的衣服，向人群展示她。女人用右手遮住眼睛，因为在这么多人面前公开露体是一种耻辱的窘境。另一位裸体年轻女子惊恐地坐在第一位女性的脚边，用双腿保护自己的胸部，然而，这样做却让她的生殖器暴露。在她身后是一个穿着衣服的老妇人，抱着一个婴儿，旁边还有两个裸体的孩子，她可能是他们的母亲。她的脸上有一种恐惧的表情，因为她知道自己很快就会被拍卖，很可能永远与孩子们分离。在拍卖摊位后面，两名男子正在记录拍卖情况，他们身后是一排男性奴隶。这是热罗姆在其职业生涯中描绘的六个奴隶市场场景之一，背景是古罗马或19世纪的伊斯坦布尔。

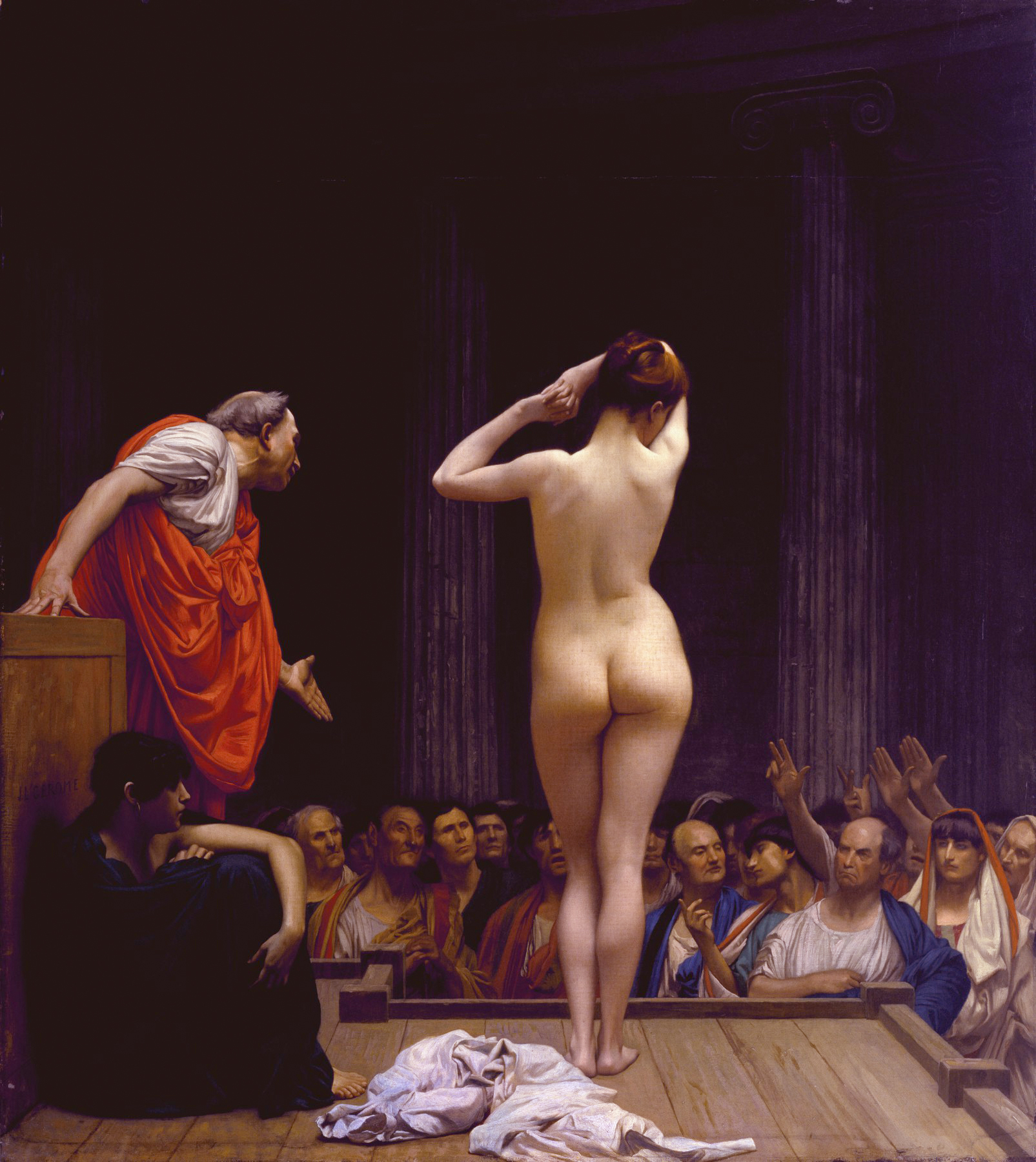
热罗姆's A Roman Slave Market

热罗姆在同年早些时候还完成了另一幅《古罗马贩奴市场》，与这幅画的构图和人物或多或少相反。